# Famille Le Riche
La famille Le Riche est une famille française dont les membres s'illustrèrent sous les Capétiens. 

## Histoire
Probablement originaire de la Bourgogne, elle joua un rôle important au temps des Capétiens. Sous les premiers rois de cette dynastie, elle occupa des postes militaires majeurs qui devinrent rapidement héréditaires, et posséda de nombreux biens monastiques - d'où le nom de famille originel. Plusieurs membres firent partie des plus hauts fonctionnaires du royaume (grand chambellan, grand chambrier…) sous différents rois. 
La famille Le Riche a été la souche ou de proches alliés des familles de Senlis et Bouteiller de Senlis (seigneurs de Chantilly, Ermenonville, Montepilloy et Luzarches jusqu’au XIVe siècle) ; de Garlande ; de Clermont-Nesle ; des comtes de Beaumont-sur-Oise et de Clermont-sur-Oise ; des vicomtes de Pontoise ; des seigneurs de Gallardon, Lèves et Auneau. Ils ont été prévôts puis seigneurs de Chambly ; seigneurs de Chevreuse, de Montlhéry et d’Étampes.

## Généalogie
- Arnould Le Riche (880-920)[3]. X : ?
  - Teudon Thion Le Riche (?-945), vicomte de Paris[4],[5] en 925[6]. X : ?
    - Lisiard Le Riche (?-941), seigneur de Sceaux en Gâtinais[4]. X : ?
      - Ansoud Ier « l'Auxerrois » Le Riche (?-apr. 956), vicomte d'Auxerre. X : (en 956[7]) Raingarde de Dijon (916/918-958), fille de Raoul, comte de Dijon (Raingarde de Dijon était auparavant concubine de Hugues le Grand, duc des Francs (ca. 897 – 956) avec lequel elle a eu un fils : Héribert, évêque d'Auxerre (? - 996)[1],[8],[9],[10] élevé avec les enfants d'Ansoud et de Raingarde dont il était le demi-frère)
        - Ansoud II Le Riche (945-1015), seigneur de Fourches et de Limoges. Conseiller de régence de Robert II le Pieux en 988-990[5]. X : Rotrude[11] ou Reitrude[12]
          - Ferry Ier Le Riche, ou Ferry de Corbeil, dit du Donjon-Corbeil[2]. Branche des seigneurs du Donjon d'Yerres. X : ?
            - Baudoin Ier Le Riche ou Baudoin de Corbeil. X : Eustachie de Châtillon
              - Ferry II du Donjon-Corbeil, sénéchal de 1070 à 1077, conseiller de Henry Ier et Philippe Ier
                - Seguin de Corbeil (?-avant 1096)
                  - Ferry III de Corbeil, chambellan de 1094 à 1108
                    - Guillaume 1er, seigneur d'Yerres
                      - Ferry IV (?-1156). X : une sœur de Baudouin VI de Beauvais
                        - Ferry V (?-1180), conseiller de Louis VII. X 1) : ? ; X 2) : ?
                          - 1) Baudouin (?-1205). X : Amicie de Châtillon-sur-Marne, dame de Breteuil, fille d'Alix de Dreux[Note 1]
                            - Jean[13]
                            - Ferry

                          - 1) Geoffroy de Donjon (?-vers juin 1202), supérieur des Hospitaliers
                          - 1) Pierre Ier
                          - 1) Rainard
                          - 2) Guy de Jouy, seigneur de Jouy en Josas, puis seigneur de Trézan (par mariage). X Agnès de Pithiviers
                          - 2) Guillaume, archevêque de Bourges
                          - 2) Renaud

                    - Ansoud
                    - Nantier

                - Hugues de Melun
                - Ansoud. X : Eve de Saint-Vrin
                  - Roger
                  - Erembourg. X vers 1060 : Gaudry, vicomte de Corbeil, chambellan du roi

              - Baudoin II du Donjon-Corbeil-Beauvais. Tige de la branche de Beauvais

          - Thion d'Étampes, chevalier de Corbeil, prévôt de Paris en 1032
          - Guérin Le Riche (?-1045) dit Guérin de Paris, prévôt de Paris, chevalier en 997[2], baron de Paris[14]. Tige de la famille de Maule. X : Hersende, dame d'Antony
            - Milon Ier Le Riche[15]. X : ?
              - Milon II Le Riche, cité en 1060
              - Guérin Le Riche, cité en 1060 et en 1089

            - Ansoud III Le Riche (?-1065), baron de Maule. Conseiller du roi, érige les remparts de Maule[16]. X : ?
              - Pierre Le Riche (?-1101)[16]
              - Guérin Le Riche[16]
              - Galon Le Riche[16]
              - Lisiard de Villebéon (ca. 1045-1089), seigneur de Tournenfuye[Note 2]. X : ? de Courtenay[17]
                - Josselin Ier de Villebéon (ca. 1075-1120), seigneur de Beaumont-en-Gâtinais et de Souppes[18]. X : ?
                  - Josselin II de Villebéon (ca. 1100-après 1145), seigneur de Beaumont-en-Gâtinais et de Villemomble[19],[Note 3]. X : Héceline Haran (1105-?)
                    - Étienne de la Chapelle, évêque de Meaux puis archevêque de Bourges
                    - Gautier Ier de Villebéon (ca. 1125[20]/1130-1205), dit aussi Gauthier de Nemours[1]. Seigneur de Villebéon, la Chapelle en Brie, Tournenfuye[1], puis seigneur de Nemours par son mariage[20]. Grand chambellan de France de Louis VII[20] en 1196 puis de Philippe-Auguste jusqu'à sa mort. X : Aveline de Château-Landon, dame de Nemours (1130-1196)[21]
                      - Philippe (1155-1191), seigneur de Nemours, chambellan de Philippe-Auguste. X : Aveline de Melun (1160-1191)
                        - Agnès de Nemours (?-1213)
                        - Isabelle de Nemours (?-1214)
                        - Gauthier, aussi appelé Gauteron ; seigneur de Nemours

                      - Gauthier II le Jeune de Villebéon (1160-1221), dit aussi "Gauthier II de Nemours". grand chambellan de Louis VI de 1205 à sa mort. X : Élisabeth de Mondreville
                        - Adam de Villebéon (?-1235). Grand chambellan de France. X 1205 : Isabelle de Tancarville (?-1213)
                          - Gauthier III de Villebéon (1205-1239), seigneur de Tournenfuye. X avant février 1237 : Alix de Vierzon (1210-1245)
                            - Gauthier IV de Villebéon (?-1290), seigneur de Tournenfuye. X : Aliénor de Melun (1235-?)
                              - Marguerite de Villebéon (1260- ?), dite la Chambellane

                          - Adam II de Villebéon (ca. 1207-1284), seigneur de Tournenfuye, du Mesnil-Amelot (77) et du Mesnil-Aubri (95)[1]

                      - Orson Ier de Nemours (1165-1233), baron de Brécy-en-Berry. X vers 1180 : Liesse de Méréville (1160-?)
                        - Orson de Nemours-Méréville (?-1241)
                        - Philippe de Nemours-Méréville (?-1237), évêque de Châlons
                        - Marguerite de Nemours (?-1249)
                        - Guy de Nemours (ca. 1185-1236), vicomte de Méréville

                      - Étienne de Villebéon (1188-1221[22]/1222[20]), évêque-comte de Noyon (donc pair du royaume)
                      - Pierre de Villebéon (?-1219), dit aussi Pierre II de la Chapelle ou Pierre de Nemours[23], évêque de Paris
                      - Guillaume de Villebéon, évêque de Meaux (1214-1221)
                      - Marguerite
                      - Jean de Nanteau (?-1216), dit aussi Jean de Nemours, seigneur de Nanteau-sur-Lunain. Prévôt de Paris avant 1198, sous-chambrier du roi. X Marie de Corbeil-Beauvais

                    - Pétronille (?-1197[20]). X : Tiboud Le Riche (?-1197)[20] ou Tibaud le Riche, bourgeois de Paris[1]

              - Berthe Le Riche[16]

            - Garnier Le Riche[24]
            - Maingot Le Riche[24]
            - Guérin Le Riche[24]
            - Henri Le Riche[24]

          - Lisiard Le Riche[12]
          - Gautier Le Riche[12]
          - Guy Le Riche, vicomte de Dijon (?-1054)[12]. X : ?
            - Garnier Le Riche[12]
            - Gautier Le Riche, vicomte de Dijon[12]
            - Hugues Le Riche[12]
            - Gui Le Riche[12]
            - Guillaume Le Riche[12]

          - Herbert Le Riche (?-1067)[12], alias Herbert Ier de Gallardon[25]. X : Hildeburge, fille d'Aubert III Le Riche cousin de Herbert Le Riche
          - Hécelin Le Riche[12]
          - Thibaud Le Riche[12]

        - Lisiard Le Riche (?-19 avril 989, inhumé à Saint-Germain-des-Prés). Evêque de Paris vers 984
        - Jehan Le Riche (?-21 janvier 999, ou 998[10]). Disciple de Gerbert d'Aurillac. Évêque d'Auxerre de 996 à 998[10] (succède à son demi-frère Héribert Robertien)
        - Mainard Le Riche, abbé de Saint-Maur-des-Fossés, puis abbé de Glanfeuil en 987[10],[26]
        - Raoul Le Riche

      - Annon Le Riche (?-973), 23e abbé de Jumièges
      - Joseph Le Riche[4], alias Joseph II archevêque de Tours[5]
      - Élisabeth Le Riche, dame de Sceaux (ca. 940-1013)[27] et de Larchant, comtesse de Corbeil par son premier mariage[5], comtesse de Melun en dot pour son second mariage. X 1) 946[27] : Haymon, premier comte de Corbeil (ca. 930-ca. 957[5])[Note 4]. X 2) avant ou en 973 : Bouchard le « Vénérable » (ca. 925-26.02.1007[28] ou 1012[5]), comte de Vendôme[27], puis de Corbeil par mariage, et comte de Melun et de Paris[5] par donation de mariage de Hugues Capet[29]. Tige de la première famille de Vendôme
        - (1) Thibauld de Corbeil, abbé de Cormery puis de Saint-Maur, cité en 1006[5]
        - (1) Maurice de Corbeil, souche des comtes de Corbeil. X : ?
          - Aubert de Corbeil[30]. X : ?
            - Germaine de Corbeil (990-?)[30]. X Mauger de Normandie (980-1040), comte de Corbeil[30], fils de Richard Ier, duc de Normandie
              - Walderne de Saint-Clair (?-1047), seigneur de Saint-Clair-sur-l'Elle[30]
              - Hamon le Dentu (1002-1047), seigneur de Creully et de Thorigny[30]. X Goldehilde de Bellême[30]
                - Hamon « Crèvecœur » de Creully (ca. 1035-ca. 1100), seigneur de Thorigny[30]
                - Robert de Creully (?-1067), seigneur de Château-du-Loir[30]

              - Guillaume Werling Ou Warlong (1010-1068), comte de Mortain[30]. X : ?
                - Renaud, comte de Corbeil († 1071)[30]. X : ? de Dammartin (1035-?)
                  - Guy, seigneur de Crécy[30]
                  - Élisabeth, comtesse de Crécy[30]. X : Guy II le Rouge de Montlhery (?-1108), dit aussi Gui II de Rochefort, comte de Rochefort
                    - Hugues de Crécy (?-1147), seigneur de Montlhéry[30]
                    - Béatrice de Montlhéry (1075-?)[30]. X : Anseau de Garlande (1069-1118), comte de Rochefort-en-Yvelines
                      - Agnès de Garlande (?-1143). X 1118 : Amaury IV de Montfort (1063-1136), seigneur de Montfort-l'Amaury

                    - Lucienne de Rochefort, dame de Montlhéry[30]. X 1) 1104 : Louis VI le Gros (1081-1137), roi de France. X 2) 1107 : Guichard III (ca. 1080-ca. 1137), sire de Beaujeu
                      - Humbert III (1120-1174), sire de Beaujeu. X ca. 1140 : Alix ou Elise de Savoie
                      - Alix de Beaujeu. X : Guigues I de Forez (?-1138), comte de Lyon

        - (2) Renaud de Vendôme (?-1016), chancelier de France en 989, évêque de Paris en 991, comte de Melun en 1006[5]
        - (2) Élisabeth de Vendôme (970[27]/979[5]-999). X 985 : Foulques Nerra, futur comte d'Anjou[5]
          - Adèle de Vendôme-Anjou (990-1032)[30], comtesse en partie de Vendôme. X ca. 1010 : Bodon de Nevers
            - Bouchard II de Nevers (?-1029), comte de Vendôme[30]
            - Foulques (1011-1066), comte de Nevers[30]. X : Pétronille de Château-Gonthier
              - Euphrosyne de Nevers (?-1110), comtesse de Vendôme[30]. X : Geoffroy III Jourdain (?-1103), seigneur de Preuilly
                - Eschivard I de Preuilly (1061-1115)
                - Geoffroy IV Grisegonelle de Preuilly (?-1145), comte de Vendôme (?-1145)
                - Engebaud de Preuilly (1062-1156)

              - Agathe de Nevers (1032-?)[30]. X : Raoul de Beaumont, vicomte de Vendôme
              - Bouchard (1055-1085), comte de Vendôme[30]

      - Aubert Ier Le Riche, seigneur de Gallardon[25]. X : Hildeburge de Bellême (fille d’Yves de Bellême († av. déc. 1012) et de Godehilde († ap. 1005) ? ou de sa sœur Hildeburge ?, sœur de Ledgarde)
        - Aubert II Le Riche (?-14/01/1036), abbé de Jumièges, Micy après 1012[31],[Note 5]. X : ?
          - Froheline, dame de Thimert[31]. X : Gasce[31]
          - Hildeburge, alias Haubour, dame de Gallardon[31]. X : Hébert de Paris[31]
            - Hervé Ier de Gallardon[31]. X : Béatrice d’Auneau, alias Béatrice de Montlhéry, fille de Guy Ier de Montlhéry (?-1095) et d’Hodierne de Gometz[31] (elle est donc la sœur de Alix de Montlhéry (1040 † 1097) mariée à Hugues Ier Blavons (1035- 1094), seigneur du Puiset)
              - Hugues Ier de Gallardon (?-ca. 1101), probablement mort en Palestine. Neveu de la femme d’Hugues Blavons du Puiset. Hugues de Gallardon a élevé le donjon d’Auneau entre 1090 et 1100 pour remplacer une vieille fortification carolingienne appelée Vieille Cour, pendant qu’il faisait passer Auneau de la vassalité du comte de Rochefort à celle du comte de Chartres[31]. X : ?
                - Mahaut de Gallardon[25],[31]

              - Garin[31] alias Garin[25]. X : Mabile[25] alias Maubelle[31] (veuve, elle épousera vers 1100 Aymon «Le Roux» d’Étampes, dont elle aura une fille : Euphémie d’Étampes)
                - Hugues II[31]

              - Guy, tuteur de Hugues II après la mort de son frère Hugues Ier[31]. X ?
                - Jocelin, seigneur d'Auneau à partir de 1139[31]

              - Milon[31], archidiacre de Chartres en 1100, dès le 16/08[25]
              - Geoffroy de Gallardon[31]
              - Bienheureuse Hildeburge, alias Haubour[31] (?-03/06/1115), abbesse de Saint-Martin de Pontoise[25]. X : Robert d’Ivry[31] alias Robert Goël, seigneur de Bréval et d’Ivry[25]

        - Garin
        - Thion

À placer : 
- Barthélémy le Riche d’Étampes (cité dans le Cartulaire de Josaphat vers 1147)[31]
- Lisiard d’Étampes, signe en 1106 une charte de Louis VI (roi associé à son père) en faveur de Saint-Benoît-sur-Loire (éd. Prou et Vidier, p. 253-255). Contre-signataires (entre autres) :
  - Orson d'Étampes (Ursionis de Stampis)[31]

### Sources
- Annales de la société historique et archéologique du Gâtinais (Tome 30) Fontainebleau, Maurice Bourges - 1912[32].

- Les papiers personnels de la famille Le Riche sont conservés aux Archives nationales, site de Pierrefitte-sur-Seine, sous la cote 629AP : Inventaire du fonds. Le fonds Le Riche couvre la période 1639-1965.